# 고구레 후미야
고구레 후미야(일본어: 木暮 郁哉, 1989년 6월 28일 ~ )는 일본의 전 축구 선수이다.

## 구단 경력
과거 알비렉스 니가타, 미토 홀리호크에서 활동하였다.